# 原同文俱乐部
原同文俱乐部是由原日本驻天津领事馆批准立案创办于1914年的同文俱乐部的建筑遗址，选址在天津日租界的扶桑街（今天津市和平区荣吉大街20号），该建筑目前是重点保护等级历史风貌建筑。

## 历史
同文俱乐部经原日本驻天津领事馆批准立案创办于1914年，创办人为方若，俱乐部的名称取中日两国同文同种之意。

## 建筑
同文俱乐部是一座典型的中西合璧式建筑群，整体由正院、东侧院和后院三部分构成。建筑布局充分考虑了地形条件，围合形成内外两进院落，其中正院和东侧院为公共区域，具有较强的私密性，且对外开放的格局较为鲜明。从临街入口进入后，首先经过外庭院，再通过拱券门洞进入内庭院，形成层次分明的空间序列。
外庭院建筑为后期改建，院内的主建筑为青砖砌筑的二层砖木结构，主体部分为三层，外立面采用刷石断块抹灰墙面，富有西方建筑的现代感。建筑正立面设有柱廊，柱间以宽大木窗封闭。柱廊的首层栏板饰有精美的镂空雕花，二层栏板则为实心并装饰有抹灰花饰。此外，二层挑檐通过均匀布置的挑梁支撑，挑檐下的门窗口均有精致的抹灰花饰，展现出典型的装饰艺术风格。三层屋顶为坡屋顶，檐部外挑，具有明显的西洋建筑特征。
内庭院建筑同样为青砖砌筑的二层砖木结构，部分局部为三层。沿街外立面继续沿用刷石断块抹灰墙面，采用变体爱奥尼克柱式的附壁柱，窗套和窗楣均采用刷石抹灰处理，并在窗楣下和窗间装饰了花饰。檐部出挑，并设有挑梁。院内中心设有天井，建筑环绕天井布置，并设有开敞的变体爱奥尼克柱式支撑柱廊，栏板为镂空雕花设计，柱间上部使用雀替连接，体现出中式建筑元素的巧妙融合。外立面采用黄色面砖，层间设有横向抹灰花饰装饰带，门窗套均为刷石抹灰。二层建筑设有挑檐，檐下挑梁十分显眼，三层设有宽大露台，栏板主要由镂空花饰栏板组成，展现出建筑装饰的精致与层次感。
该建筑群的内外装饰融合了中西建筑元素，尤其在细部装饰上，大量吸取了中国传统建筑与西方古典建筑风格，木质门窗、楼梯等细部装饰均有雕花处理，体现了工艺的精湛与历史的深度。这一建筑群在平面布局上综合了西方建筑与中国传统合院的布局特点，成为了中西合璧建筑风格的典型代表，是住宅建筑中融合东西方文化的杰出实例。